# Bo Rangers FC
Der Bo Rangers Football Club, auch bekannt als The PK Boys, ist ein Fußballverein aus der Stadt Bo in Sierra Leone.

## Geschichte
Der 1954 gegründete Verein spielt in der Sierra Leone Premier League, der höchsten Spielklasse des Landes, und wurde in der Saison 2021/22 erstmals sierra-leonischer Meister. In den folgenden zwei Spielzeiten wiederholten sie diesen Erfolg. Seit dem 17. Oktober 2023 ist der ehemalige Nationalspieler John Keister Trainer des Klubs.
Bo Rangers war der erste Verein aus Sierra Leone, der in der CAF Champions League antrat. Dort scheiterte der Verein 2022/23 in der Vorrunde mit 0:3 am algerischen Verein CR Belouizdad. Bei der zweiten Teilnahme in der Spielzeit 2023/24 gewann der Klub in der Vorrunde gegen den LISCR FC (1:1, 1:0) aus Liberia, ehe das erneute Aus in der Zweiten Runde, wieder gegen CR Belouizdad (1:3, 1:3), folgte.

## Erfolge
- Sierra-leonischer Meister: 2022, 2023, 2024